# Henckelia ovalifolia
Henckelia ovalifolia är en tvåhjärtbladig växtart som först beskrevs av Robert Wight, och fick sitt nu gällande namn av A. Weber och Brian Laurence Burtt. Henckelia ovalifolia ingår i släktet Henckelia och familjen Gesneriaceae. Inga underarter finns listade i Catalogue of Life.